# Bradley His Book
Bradley His Book fou una publicació estatunidenca fundada per Will H. Bradley a Springfield (Massachusetts), activa entre 1896 i 1897. Entre els col·laboradors destacaren Richard Harding Davis, Nixon Waterman o Julia Draper Whiting, entre d'altres. Pel que fa als artistes, destacaren William Snelling Hadaway i Maxfield Parrish.

## Galeria d'imatges

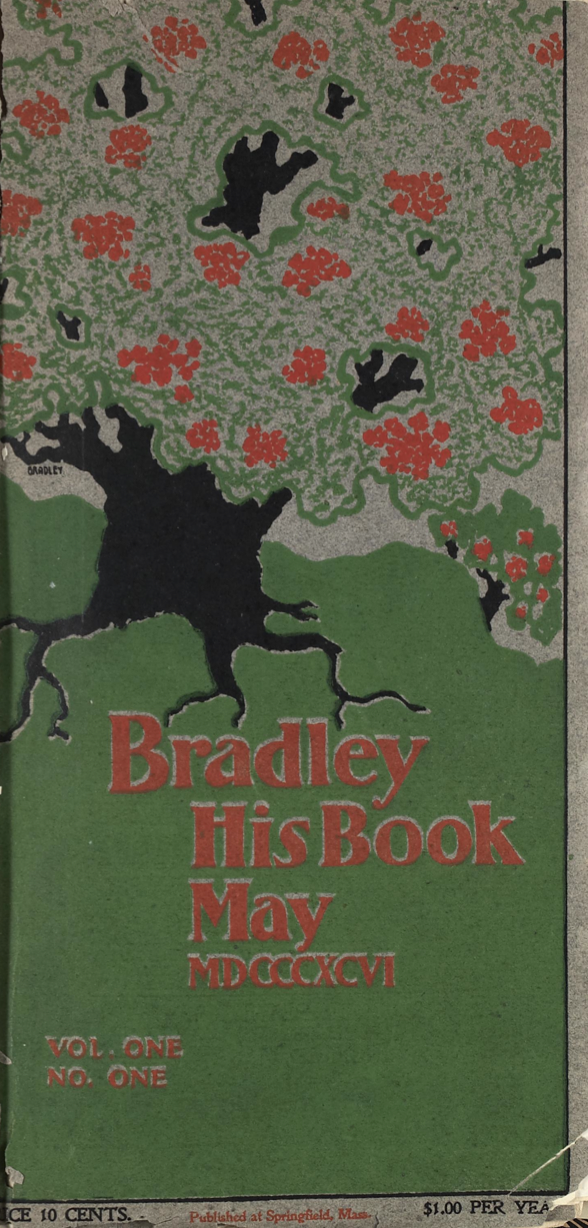
Portada del primer número de Bradley His Book (1896)
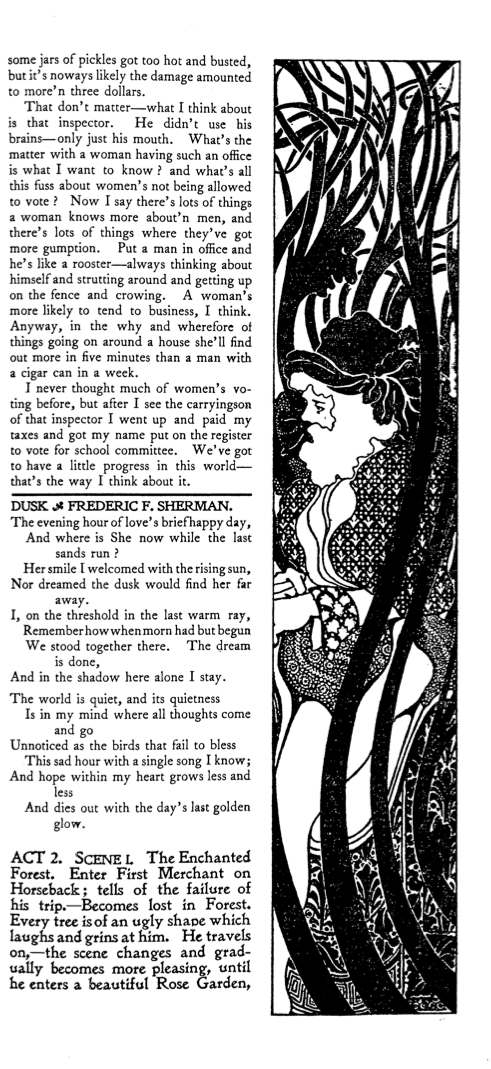
Pàgina de la revista (1896)
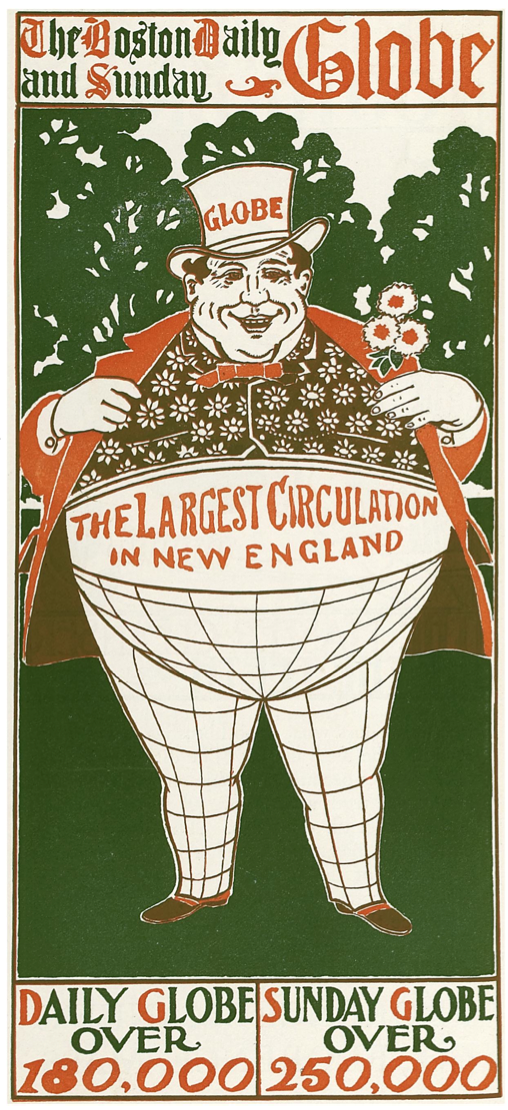
Anunci de Boston Daily Globe (1896)
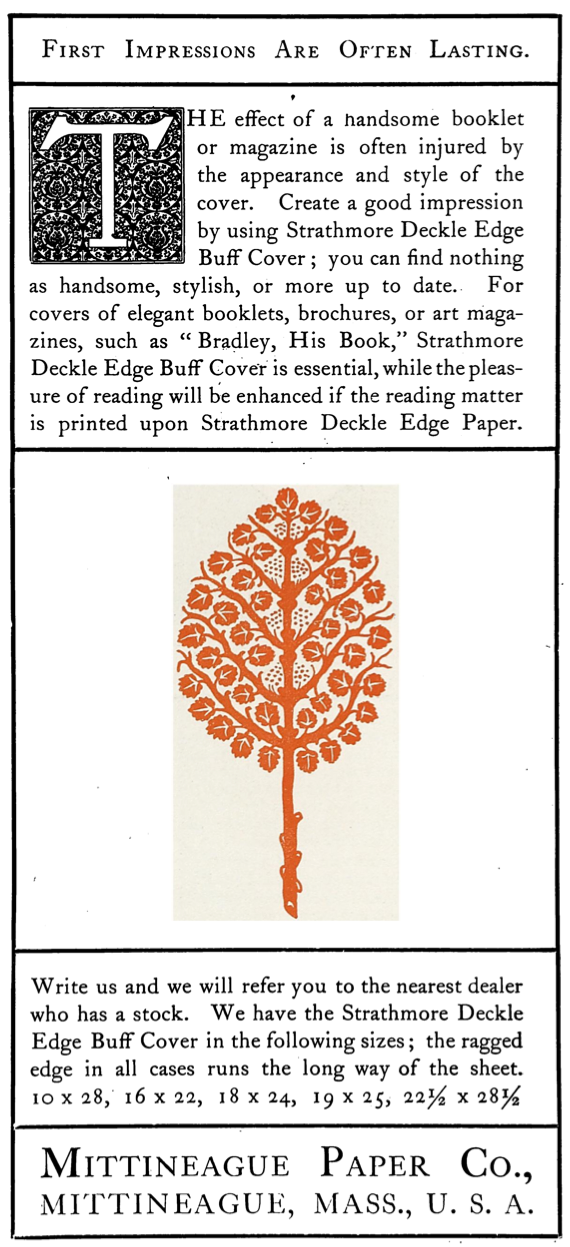
Anunci de Mittineague Paper Co., Springfield, Mass. (1896)
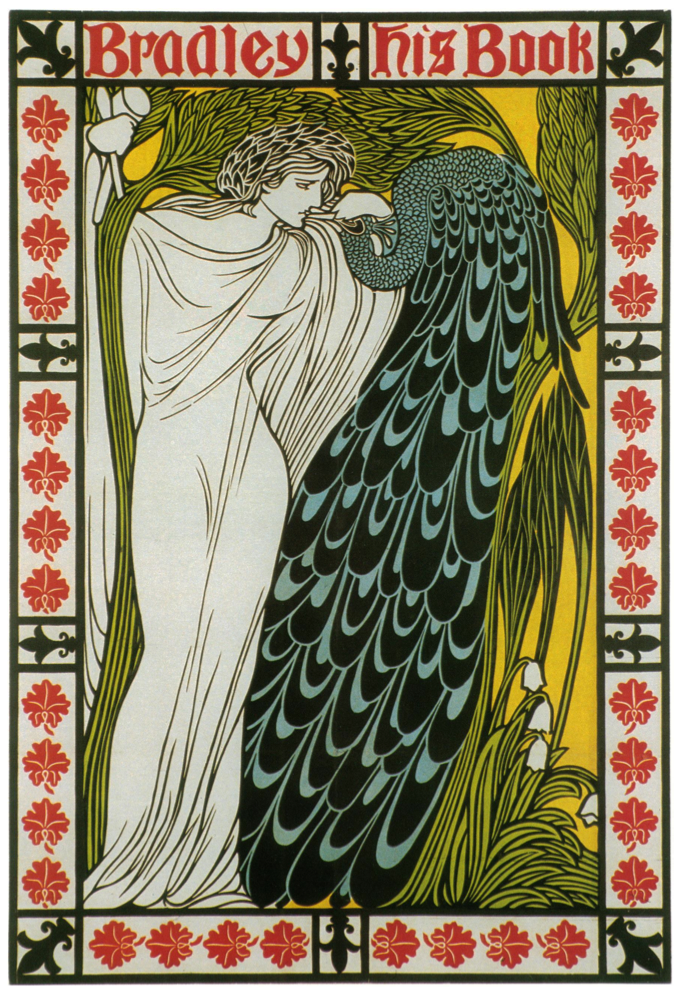
Litografia en color sobre paper, conservada al MNAC (1896)
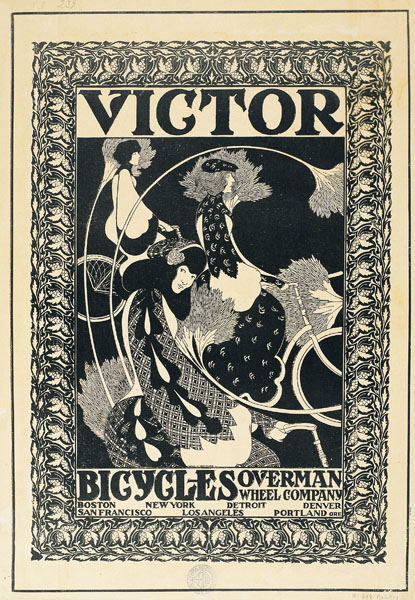
Litografia en color sobre paper, conservada al MNAC (1896)